# NGC 279
NGC 279 је лентикуларна галаксија у сазвежђу Кит која се налази на NGC листи објеката дубоког неба.
Деклинација објекта је - 2° 13' 6" а ректасцензија 0h 52m 8,9s. Привидна величина (магнитуда) објекта NGC 279 износи 12,9 а фотографска магнитуда 13,8. NGC 279 је још познат и под ознакама UGC 532, MCG 0-3-19A, MK 558, CGCG 384-18, IRAS 00495-0229, PGC 3055.